# Space Aliens Grill & Bar
Space Aliens Grill & Bar là một chuỗi nhà hàng nhỏ theo chủ đề ngoài không gian trong khu vực ở các bang North Dakota và Minnesota của Mỹ. Hiện chỉ còn có ba địa điểm. Công ty được thành lập vào năm 1997 và hiện có trụ sở tại Bismarck, North Dakota.

## Lịch sử
Space Aliens mở địa điểm đầu tiên ở Bismarck, North Dakota vào năm 1997. Năm 1999, địa điểm thứ hai được mở tại Fargo, North Dakota. Các chủ sở hữu sau đó quyết định chuyển ý tưởng thành nhượng quyền thương mại. Thương hiệu đầu tiên mở vào tháng 5 năm 2003 tại Waite Park, Minnesota, tiếp theo là cửa hàng thứ hai ở Albertville, Minnesota vào năm 2006, và cửa hàng thứ ba ở Minot, North Dakota vào năm 2006. Địa điểm đầu tiên Waite Park đóng cửa vào năm 2014, rồi tới lượt địa điêm thứ hai Minot đóng cửa vào năm 2012. Thương hiệu thứ tư mở tại Blaine, Minnesota vào tháng 5 năm 2007 nhưng đóng cửa vào tháng 10 năm 2010. Địa điểm mới nhất mở cửa vào tháng 1 năm 2009 tại Grand Forks, North Dakota, nhưng đã đóng cửa vào năm 2012.

## Chủ đề Không gian
Các nhà hàng của Space Aliens được đặc trưng bởi ngoại thất mang phong cách tương lai với trần nhà hình vòm lớn ở trung tâm tòa nhà, được sơn màu để thể hiện tầm nhìn ra không gian ngoài thiên thể. Tượng người ngoài hành tinh và các đồ vật theo chủ đề khác được trưng bày khắp nhà hàng. Một số nhà hàng còn có Galaxy Games, phòng game arcade. Khu vực quầy bar có tên là The Bar from Mars, với phòng tiệc có tên là Khu vực 51 (Area 51).

## Món ăn
Space Aliens nổi tiếng với món barbecue và pizza nướng lửa. Nó có nhiều lựa chọn đồ ăn khác, bao gồm bít tết, hamburger và quesadilla.

## Danh tiếng
Người sáng lập Space Aliens là Mort Bank đã nổi tiếng toàn quốc vào năm 2012 khi bán một gallon "McJordan BBQ Sauce", từ thời còn là nhà điều hành McDonald's, trên eBay với giá 9.995 đô la.

## Địa điểm

### Hiện tại
- Bismarck, North Dakota (khai trương tháng 1 năm 1997)
- Fargo, North Dakota (khai trương tháng 12 năm 1999)
- Albertville, Minnesota (khai trương tháng 4 năm 2006)

### Trước đây
- Waite Park, Minnesota (khai trương tháng 5 năm 2003; đóng cửa năm 2014)
- Minot, North Dakota (khai trương tháng 6 năm 2006; đóng cửa năm 2012)
- Blaine, Minnesota (khai trương năm 2007; đóng cửa năm 2010)
- Grand Forks, North Dakota (khai trương tháng 1 năm 2009; đóng cửa năm 2012)